# Trichosia silvestris
Trichosia silvestris är en tvåvingeart som beskrevs av Werner Mohrig och Evgenia Antonova 1978. Trichosia silvestris ingår i släktet Trichosia och familjen sorgmyggor. Inga underarter finns listade i Catalogue of Life.